# Mafalda Arnauth
Mafalda Arnauth (Lisbona, 4 ottobre 1974) è una cantante portoghese di fado.
La sua carriera ebbe inizio nel 1995, nel momento in cui accettò l'invito di João Braga per partecipare ad un suo concerto nel Teatro de São Luís a Lisbona.

## Biografia
Il primo album dell'artista, omonimo, Mafalda Arnauth del 1999, fu acclamato dalla critica e ricevette il premio di voce rivelazione dell'anno di Blitz, rivista portoghese rivolta ad un pubblico giovane. Un successo che si ripeté nel secondo disco, Esta voz que me atravessa (2001), quasi interamente dedicato al fado. Nel 2003 Mafalda Arnauth lancia Encantamento, nel quale si propone anche come compositrice, firmando quasi tutte le tracce. Diário (2005) fu salutato dalla critica e dagli ammiratori come il migliore lavoro della cantante fino a quel momento.
Nel 2009 integra il progetto Rua da Saudade, insieme a Susana Félix, Viviane e Luanda Cozetti, dove si diede voce ai testi originali di Ary dos Santos. Il progetto lancia l'album Canções de Ary dos Santos, facendo conoscere Mafalda fuori dallo spazio del fado.
Con gli album Flor de Fado e Fadas, Mafalda Arnauth ottiene consensi anche in Italia, dove intraprende una tournée, che tocca tra le altre la città di Modena, con più concerti.
Nel 2013, Mafalda Arnauth canta insieme al cantautore italiano Mariano Deidda la canzone Mare Portoghese sull'album di Deidda intitolato Mensagem, dedicato a musicare i versi dell'omonima opera poetica dello scrittore portoghese Fernando Pessoa.
Nel febbraio 2014, Mafalda torna in Italia con una nuova tournée per presentare il suo nuovo lavoro "Terra da Luz", nella quale vengono toccate le città di Roma e Bologna.
Nel marzo 2015, la cantante portoghese torna in Italia con un tour che tocca le città di Taranto, Firenze e Cesena.

## Discografia

### Album di studio
- Mafalda Arnauth (1999)
- Esta voz que me atravessa (2001)
- Encantamento (2003)
- Talvez se Chame Saudade – Best Of (2005)
- Diário (2005)
- Flor de Fado (2008)
- Fadas (2011)
- Terra da Luz (2013)

### Altri
- Rua da Saudade (2009) - tributo a Ary dos Santos